# Cosenza Calcio 1997-1998
Questa voce raccoglie le informazioni riguardanti il Cosenza Calcio nelle competizioni ufficiali della stagione 1997-1998.

## Rosa
| N. |                   | Ruolo | Calciatore          |
| -- | ----------------- | ----- | ------------------- |
|    | Italia (bandiera) | C     | Pasquale Apa        |
|    | Italia (bandiera) | D     | Francesco Bega      |
|    | Italia (bandiera) | C     | Fabio Consagra      |
|    | Italia (bandiera) | P     | Roberto Di Gennaro  |
|    | Italia (bandiera) | C     | Franco Florio       |
|    | Italia (bandiera) | A     | Salvatore Fresta    |
|    | Italia (bandiera) | C     | Filippo Furiani     |
|    | Italia (bandiera) | C     | Pasquale Logarzo    |
|    | Italia (bandiera) | D     | Marco Malagò        |
|    | Italia (bandiera) | A     | Roberto Manca       |
|    | Italia (bandiera) | A     | Antonino Marcatti   |
|    | Italia (bandiera) | D     | Francesco Marchetti |
|    | Italia (bandiera) | A     | Massimo Margiotta   |

| N. |                   | Ruolo | Calciatore          |
| -- | ----------------- | ----- | ------------------- |
|    | Italia (bandiera) | D     | Marco Mazzoli       |
|    | Italia (bandiera) | D     | Vincenzo Montalbano |
|    | Italia (bandiera) | A     | Alessandro Morello  |
|    | Italia (bandiera) | A     | Antonio Morello     |
|    | Italia (bandiera) | C     | Stefano Morrone     |
|    | Italia (bandiera) | C     | Damiano Moscardi    |
|    | Italia (bandiera) | D     | Aniello Parisi      |
|    | Italia (bandiera) | D     | Giovanni Paschetta  |
|    | Italia (bandiera) | D     | Luca Pierotti       |
|    | Italia (bandiera) | C     | Vincenzo Riccio     |
|    | Italia (bandiera) | P     | Salvatore Soviero   |
|    | Italia (bandiera) | A     | Tomaso Tatti        |
|    | Italia (bandiera) | C     | Domenico Toscano    |

## Risultati

### Serie C1

#### Girone di andata
| 31 agosto 1997 1ª giornata | Cosenza | 1 – 1 | Battipagliese |  |

| 7 settembre 1997 2ª giornata | Gualdo | 0 – 3 | Cosenza |  |

| 14 settembre 1997 3ª giornata | Cosenza | 2 – 0 | Savoia |  |

| 21 settembre 1997 4ª giornata | Ternana | 1 – 1 | Cosenza |  |

| 28 settembre 1997 5ª giornata | Cosenza | 1 – 0 | Ischia Isolaverde |  |

| 5 ottobre 1997 6ª giornata | Atletico Catania | 0 – 1 | Cosenza |  |

| 12 ottobre 1997 7ª giornata | Acireale | 1 – 0 | Cosenza |  |

| 19 ottobre 1997 8ª giornata | Cosenza | 3 – 1 | Nocerina |  |

| 26 ottobre 1997 9ª giornata | Fermana | 2 – 3 | Cosenza |  |

| 9 novembre 1997 10ª giornata | Cosenza | 2 – 0 | Juve Stabia |  |

| 16 novembre 1997 11ª giornata | Giulianova | 1 – 0 | Cosenza |  |

| 23 novembre 1997 12ª giornata | Cosenza | 2 – 1 | Palermo |  |

| 30 novembre 1997 13ª giornata | Ascoli | 1 – 1 | Cosenza |  |

| 14 dicembre 1997 14ª giornata | Cosenza | 3 – 1 | Avellino |  |

| 21 dicembre 1997 15ª giornata | Cosenza | 1 – 0 | Lodigiani |  |

| 28 dicembre 1998 16ª giornata | Turris | 1 – 0 | Cosenza |  |

| 11 gennaio 1998 17ª giornata | Cosenza | 2 – 0 | Casarano |  |

#### Girone di ritorno
| 18 gennaio 1998 18ª giornata | Battipagliese | 0 – 2 | Cosenza |  |

| 25 gennaio 1998 19ª giornata | Cosenza | 0 – 0 | Gualdo |  |

| 1º febbraio 1998 20ª giornata | Savoia | 0 – 1 | Cosenza |  |

| 8 febbraio 1998 21ª giornata | Cosenza | 0 – 0 | Ternana |  |

| 15 febbraio 1998 22ª giornata | Isola d'Ischia | 0 – 0 | Cosenza |  |

| 22 febbraio 1998 23ª giornata | Cosenza | 0 – 0 | Atletico Catania |  |

| 1º marzo 1998 24ª giornata | Cosenza | 0 – 0 | Acireale |  |

| 8 marzo 1998 25ª giornata | Nocerina | 1 – 1 | Cosenza |  |

| 15 marzo 1998 26ª giornata | Cosenza | 2 – 1 | Fermana |  |

| 22 marzo 1998 27ª giornata | Juve Stabia | 1 – 0 | Cosenza |  |

| 5 aprile 1998 28ª giornata | Cosenza | 3 – 2 | Giulianova |  |

| 11 aprile 1998 29ª giornata | Palermo | 2 – 2 | Cosenza |  |

| 19 aprile 1998 30ª giornata | Cosenza | 1 – 1 | Ascoli |  |

| 26 aprile 1998 31ª giornata | Avellino | 1 – 3 | Cosenza |  |

| 3 maggio 1998 32ª giornata | Lodigiani | 0 – 1 | Cosenza |  |

| 10 maggio 1998 33ª giornata | Cosenza | 1 – 0 | Turris |  |

| 17 maggio 1998 34ª giornata | Casarano | 1 – 2 | Cosenza |  |